# Bordelum
Bordelum (frisó septentrional goesharder Boorlem) és un municipi del districte de Nordfriesland, dins l'Amt Mittleres Nordfriesland, a l'estat alemany de Slesvig-Holstein. Comprèn els nuclis d'Addebüll, Büttjebüll, Dörpum, Ebüll, Ost-Bordelum, Ost-Bordelumfeld, Sterdebüll, Stollberg, Uphusum i West-Bordelum.